# Borelioză
Boreliozele sau borreliozele sunt un grup de boli infecțioase, endemice sau epidemice, determinate de microorganisme spiralate din genul Borrelia, caracterizate prin alternanța de accese febrile cu perioade apiretice. Boreliozele afectează omul, mamiferele și păsările și sunt transmise prin artropode. Cele mai cunoscute borelioze sunt: febra recurentă de păduche, determinată de Borrelia recurrentis și transmisă la om de păduchele de corp; febra recurentă de căpușă determinată de alte specii de Borrelia (Borrelia caucasica, Borrelia duttonii, Borrelia hispanica, Borrelia persica, Borrelia harveyi, Borrelia hermsii, Borrelia venezuelensis, Borrelia mazzottii, Borrelia parkeri, Borrelia turicatae, Borrelia crocidurae), transmisă la om de căpușele din genul Ornithodorus; boala Lyme determinată de Borrelia burgdorferi, transmisă la om, câine, pisică și alte specii de animale domestice și sălbatice de căpușele din genul Ixodidae. Spirocercoza aviară (borelioza aviară) întâlnită la mai multe specii de păsări, este produsă de Borrelia anserina, fiind transmisă de căpușule din genul Argas (Argas persicus), Ixodes (Ixodes ricinus) și Dermanyssus (Dermanyssus gallinae). Boreliozele au fost numite în cinstea bacteriologului francez Amédée Borrel (1867-1936).